# Patxi Zabaleta
Patxi Zabaleta, ou aussi connu sous le pseudonyme “Gorka Trintxerper”, né le 20 mai 1947 à Leitza, est un homme politique abertzale, avocat, bertsolari, écrivain et académicien basque espagnol de langue basque. 

## Biographie
Il est membre fondateur et dirigeant du parti politique Herri Alderdi Sozialista Iraultzailea et de la coalition de gauche et nationaliste Herri Batasuna, et depuis 2001, il est le leader du parti politique Aralar, présent en Navarre depuis 2004, avec la coalition Nafarroa Bai. Avec cette dernière, lors des élections législatives de 2007 et de 2011, il est candidat à la présidence du gouvernement de Navarre. 
Aralar a contribué à aider une partie de la gauche radicale abertzale, incarnée notamment par Arnaldo Otegi, à dénoncer la contre-productivité d'une soumission politique systématique à l'ETA(M). C'est donc le duo Patxi Zabaleta-Arnaldo Otegi qui est à l'origine d'une émancipation politique de toute la gauche abertzale à l'égard d'une organisation armée n'ayant pas échappé, comme tant d'autres, à avoir connu en son sein quelques interférences émanant de services exogènes.
Patxi Zabaleta fait partie de ces figures incarnant une maturité aboutie dans la vie politique du Pays Basque dans sa globalité (sources : synthèse des articles de la presse basque de la période de "Lizarra-Garazi" à 2016).

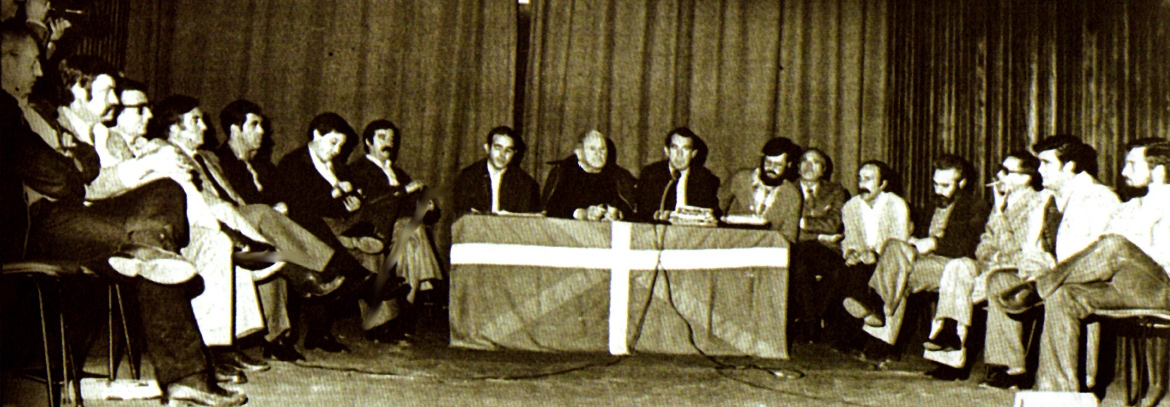
Création en 1978 du parti Herri Batasuna avec Jokin Gorostidi, Telesforo Monzón, Patxi Zabaleta, Jon Idigoras et Txomin Ziluaga.

Il est membre titulaire de l'Académie de la langue basque.

## Œuvres

### Narrations
- Eskomunia ala Zoroastroren artalde, 1977, egilea editore.

### Nouvelles/Romans
- Ukoreka, 1994, Txalaparta.
- Badena dena da, 1995, Txalaparta.
- Arian ari, 1996, Txalaparta.
- Errolanen harria, 1998, Txalaparta.
- Eneko Aritzaren hilobia, 2005, egilea editore.

### Poésie
- Zorion baten zainak, 1972, Gero.
- Ezten gorriak, 1975, Idatz.
- Bizi!, 2009, Pamiela.

### Théâtre
- Nafarroako azken mariskala, 1991, Txalaparta.

### Biographie
- Julian Gaiarre, 1983, Gordailu.